# Arancón
Arancón es un municipio y una localidad española de la provincia de Soria, en la comunidad autónoma de Castilla y León. El término municipal, cuya población asciende a 76 habitantes (INE 2024), comprende los núcleos de Arancón, Omeñaca, Tozalmoro, Cortos, Calderuela y Nieva de Calderuela.

## Geografía

### Situación
Integrado en la comarca de Campo de Gómara, se sitúa a 20 km de la capital soriana. El término municipal está atravesado por la carretera nacional N-122, entre los pK 133 y 138, y por carreteras locales que comunican las distintas pedanías y con el municipio limítrofe de Aldehuela de Periáñez. El relieve está definido por la sierra del Almuerzo al norte, el monte de Cencejo en el centro del municipio (1233 m) y una zona más llana al sur, aunque ligeramente ascendente hacia el sureste. El territorio cuenta con pequeños ríos y arroyos que descienden de la sierra hacia el llano, destacando el río Chavalindo o el arroyo de Valhondo. La altitud oscila entre los 1558 m al norte (pico del Almuerzo) y los 1060 m a orillas del río Chavalindo. El pueblo se alza a 1065 m sobre el nivel del mar.  

### Municipios limítrofes
| Noroeste: Aldehuela de Periáñez | Norte: Narros y Suellacabras           | Noreste: Suellacabras         |
| Oeste: Aldehuela de Periáñez    |                                        | Este: Aldealpozo y Tajahuerce |
| Suroeste: Candilichera          | Sur: Candilichera y Cabrejas del Campo | Sureste: Almenar de Soria     |

## Fauna y flora
- Fauna: jabalí, ciervos, corzos, conejos, liebres, perdices y lobo.
- Flora: carrasca, roble, estepa, biércol, brezo, té, manzanilla, espliego y aliaga.

## Historia
El Censo de Pecheros de 1528, en el que no se contaban eclesiásticos, hidalgos y nobles, registraba la existencia de 40 pecheros, es decir unidades familiares que pagaban impuestos. Formaba parte del Sexmo de San Juan.
A la caída del Antiguo Régimen la localidad se constituye en municipio constitucional en la región de Castilla la Vieja, partido de Soria que en el censo de 1842 contaba con 47 hogares y 188 vecinos. A mediados del siglo XIX, el lugar tenía contabilizadas 40 casas. Aparece descrito en el segundo volumen del Diccionario geográfico-estadístico-histórico de España y sus posesiones de Ultramar de Pascual Madoz de la siguiente manera:

ARANCON: l. con ayunt. de la prov., adm. de rent. y part. jud. de Sória (3 leg.), aud. terr. y c. g. de Búrgos (21), dióc. de Osma (12): sit. en llano á media leg. de la sierra del Almuerzo y batido por los vientos NE. y NO., su clima es bastante templado, aunque propenso á tercianas, cuartanas y catarros: forman la pobl. 48 casas de inferior construccion, distribuidas en 4 calles; hay una plaza, casa de ayunt. una escuela de primera educacion, bastante abandonada, 2 fuentes de abundantes y saludables aguas, y una igl. parr. con el titulo de la Asuncion, en la que se ven 4 retablos dorados y un cuadro de bastante mérito que representa la Sinagoga; fuera de la pobl. hay una ermita y el cementerio: confina el térm. al N. con el de Narros, al S. con el de Tozalmoro, al E. con el de Aldea el Pozo, y al O. con el de Aldehuela, estendiéndose á 1 leg. en todas direcciones; el terreno es de mediana calidad y le fertilizan dos arroyos llamados, el uno Chavalindo y el otro Trascastillejos: sus caminos son la carretera que va de Aragon á los pinares, y pasa á 1/4 de hora del pueblo, y la que dirige de Zaragoza á Soria, y pasa á 1/2 hora: prod. trigo, cebada, centeno, legumbres, abundancia de yerba de siego y mucha leña de roble, encina y monte bajo; hay ganado lanar, churro y vacuno: pobl. 47 vec. 188 alm. cap.: imp., 26,090 reales.
(Madoz, 1845, p. 418)

A mediados del siglo XIX crece el término del municipio porque incorpora a Tozalmoro.
El 7 de marzo de 1972 crece el término del municipio porque incorpora a Calderuela y a Cortos

## Demografía
Cuenta con una población de 76 habitantes (INE 2024).
| Gráfica de evolución demográfica de Arancón entre 1842 y 2021 |
| |
| Población de derecho según los censos de población del INE Población de hecho según los censos de población del INEEntre el censo de 1857 y el anterior, crece el término del municipio porque incorpora a 425117 (Tozalmoro) Entre el censo de 1981 y el anterior, crece el término del municipio porque incorpora a 42047 (Calderuela) y 42067 (Cortos) |

### Población por núcleos
| Núcleos             | Habitantes (2000) | Habitantes (2010) |
| ------------------- | ----------------- | ----------------- |
| Arancón             | 28                | 30                |
| Calderuela          | 14                | 16                |
| Cortos              | 24                | 13                |
| Nieva de Calderuela | 5                 | 5                 |
| Omeñaca             | 25                | 21                |
| Tozalmoro           | 22                | 17                |

## Economía
- Cultivo de trigo, centeno, cebada y girasol.
- Ganado lanar y alquiler de pastos
- Coto de caza mayor

El concepto de deuda viva contempla sólo las deudas con cajas y bancos relativas a créditos financieros, valores de renta fija y préstamos o créditos transferidos a terceros, excluyéndose, por tanto, la deuda comercial.
Entre los años 2008 a 2014 este ayuntamiento no tuvo deuda viva.

## Administración y política
| Periodo   | Nombre                       | Partido |
| --------- | ---------------------------- | ------- |
| 1987-1991 | Gregorio García Martín       | AP      |
| 1991-1995 | Gregorio García Martín       | PP      |
| 1995-1999 | Juvenciano Hernández Indiano | PP      |
| 1999-2003 | Inocente de Miguel Márquez   | PP      |
| 2003-2007 | Gregorio García Martín       | PP      |
| 2007-2011 | Gregorio García Martín       | PP      |
| 2011-2015 | Gregorio García Martín       | PP      |

## Patrimonio

### Monumentos civiles

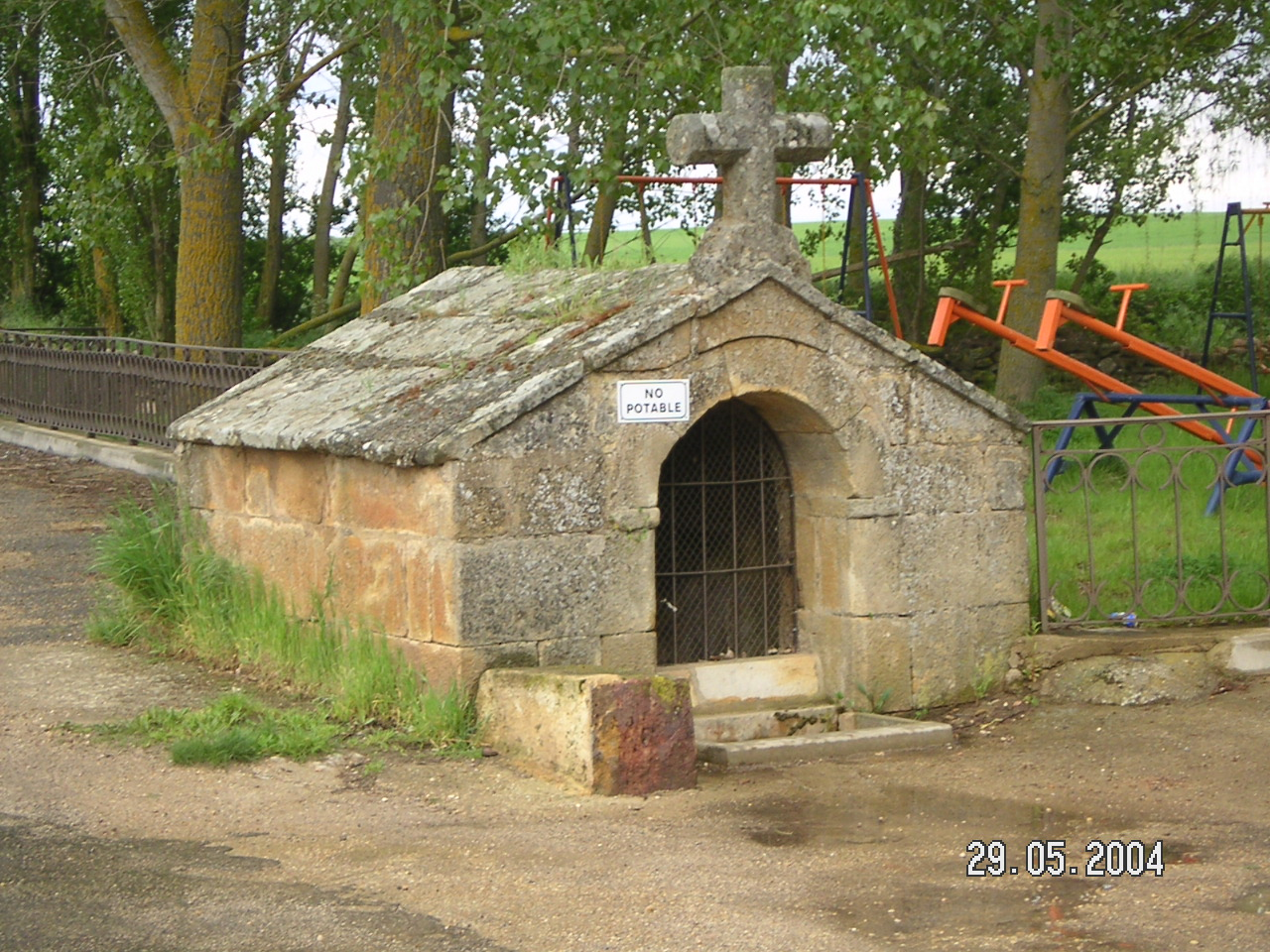
Fuente de la "Rana"

- Calzada romana: vía 27 de Antonino, que unía Caesaraugusta (Zaragoza) con Austica Augusta (Astorga). Fue trazado en el siglo I a. C., durante el mandato del emperador romano César Augusto, con motivo de las guerras cántabras.
- Fuente medieval de "la Rana".

#### Miliarios romanos
Dos miliarios de época romana, pertenecientes a la vía 27 de Antonino, están expuestos en un jardín público al lado de la iglesia. Fueron reaprovechados durante la Edad Media para cimientar un puente. Su función original era marcar las millas que había desde el lugar en el que estaba el miliario hasta las ciudades donde empezaban y acababan las calzadas. Arancón puede ser considerado la capital de los miliarios.

##### Traducción de los miliarios
1- El emperador César, hijo del divino Julio, Augusto, pontífice máximo (...) emperador por decimocuarta vez. Desde Caesaraugusta noventa y dos millas.
2-El emperador César, hijo del divino Trajano Partico, nieto del divino Nerva, Trajano Adriano Augusto, pontífice máximo, revestido de la potestad tribunica por démico segunda vez, cónsul por tercera vez...

### Monumentos religiosos

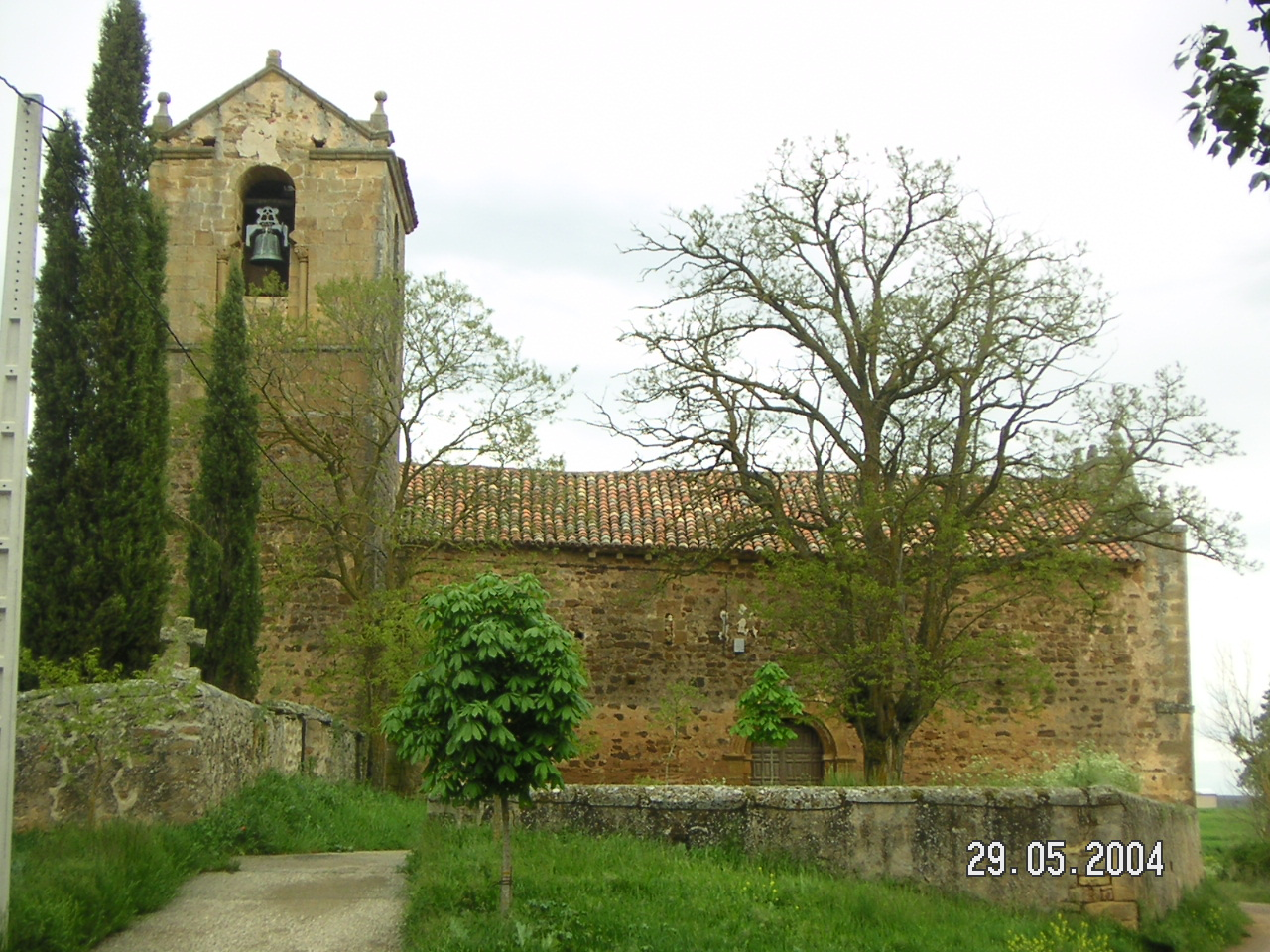
Iglesia de la Asunción

- Iglesia de la Asunción. De origen románico, muy transformada en el siglo XVIII. Varias tallas del XVIII. Pila bautismal románica. Tras la iglesia hay dos miliarios que fueron utilizados como una estación del vía crucis.
- Ruinas de la ermita de San Bartolomé.

## Fiestas locales
- Virgen de las Águas Cálidas: primer domingo de junio.
- Fiestas patronales en honor a la Virgen de Nuestra Señora de la Asunción: 15 y 16 de agosto
- Fiesta de San Bartolomé: 24 de agosto